# Coniston
Coniston est un village de la péninsule de Furness en Cumbria, en Angleterre.
Il se trouve au bord du lac appelé Coniston Water au sud du Parc national du Lake District.
John Ruskin rendit le village célèbre : il finit sa vie dans la résidence de Brantwood qu'il avait achetée et est enterré dans le cimetière du village.
Donald Campbell mourut sur le lac en essayant de battre un nouveau record du monde de vitesse sur l'eau en 1967. Sa dépouille fut repêchée du lac en 2001, et Campbell est maintenant enterré dans le cimetière de Coniston.